# كنيسة الرب (كليفلاند، تينيسي)
كنيسة الرب، ومقرها في كليفلاند، تينيسي، الولايات المتحدة، هي طائفة مسيحية دولية.

## التاريخ
رفض القس سبيرلينج (1857-1935)، وهو قس معمداني تبشيري، ووالده ريتشارد سبيرلينج (1810-1891)، بعض آراء المعمدانيين في منطقته باعتبارها لا تتفق مع مسيحية العهد الجديد. واختلف مع مذهب كنسي يعتقد أن الكنائس المنحدرة من الكنائس ذات العقيدة المعمدانية فقط هي جزء من الكنيسة الحقيقية، وأنها لا ينبغي أن ترتبط بالمسيحيين من التقاليد الأخرى. أحس سبيرلينج أن هناك حاجة إلى إصلاح آخر للكنيسة يتجاوز الإصلاح البروتستانتي حتى يتحد المسيحيون معًا بالحب وليس بالعقائد التي كان يعتقد أنها تسبب الانقسام. ما دام الأمر لا يتعارض مع العهد الجديد، فيجب أن يكون المؤمنون قادرين على ممارسة إيمانهم بالشكل الذي اختاروه.
على الرغم من عدم نيتهم في تشكيل كنيسة أو طائفة جديدة، إلا أن رفضهم لقيم الكنيسة وضعهم في صراع مع الكنائس التقليدية في تلك المنطقة. وفي غضون فترة قصيرة من الزمن، أصبح من الواضح أنه لن يُسمح لهم بالبقاء كأعضاء في كنائسهم. بعد أن مُنعوا من دخول كنيسته المعمدانية المحلية، قام آر جي سبيرلينج وثمانية آخرون بتنظيم الاتحاد المسيحي في دار اجتماعات بارني كريك في 19 أغسطس 1886 في مقاطعة مونرو، تينيسي. واتفقوا على تحرير أنفسهم من العقائد التي وضعها الإنسان، والاتحاد على مبادئ العهد الجديد. قام سبيرلينج بتنظيم ثلاث جماعات أخرى بين عامي 1889 و1895، وكلها تحمل اسم الاتحاد المسيحي، وكل منها تعمل بشكل مستقل تحت سلطة المعمدانيين. على الرغم من أن هذه المجموعة قد تفككت لاحقًا وعاد أعضاؤها إلى كنائسهم الأصلية، إلا أن كنيسة الرب ترجع أصولها إلى هذا الاجتماع الذي عقد عام 1886.

## المعتقدات
لدى الكنيسة اعتراف إيمان خمسيني يُعرف في كنيسة الرب باسم إعلان الإيمان.